# Ivan Močinić
Ivan Močinić (Rijeka, 30. travnja 1993.) bivši je hrvatski nogometaš koji je igrao na poziciji veznog.
Karijeru je započeo u HNK Rijeci i u svojoj prvoj profesionalnoj sezoni u  Prvoj HNL 2011./12. je skupio 13 nastupa i jedan gol. Također, sakupio je 11 nastupa za hrvatsku reprezentaciju do 19 godina, uključujući 3 utakmice na Europskom prvenstvu do 19 reprezentacija.
Dne 31. svibnja 2014. izbornik A reprezentacije Niko Kovač je objavio popis igrača za odlazak na svjetsko prvenstvo u Brazil na koju je pozvao i Močinić. Zbog ozljede je Močinić ipak otpao s popisa kasnije.
U prvoj utakmici HNK Rijeke u 1. HNL 2016./17. je Močinić ušao kao zamjena za Marina Tomasova u posljednjim minutama susreta s RNK Splitom. Nakon utakmice na Parku mladeži je Močinić izjavio kako napušta HNK Rijeku.

## Priznanja

### Klupska
Rijeka
- Hrvatski nogometni kup (1): 2013./14.
- Hrvatski nogometni superkup (1): 2014.

## Vanjske poveznice
- Profil na hnl-statistika.com
- Profil na stranici HNK Rijeka  Arhivirana inačica izvorne stranice od 16. listopada 2012. (Wayback Machine)